# Harry Reuter

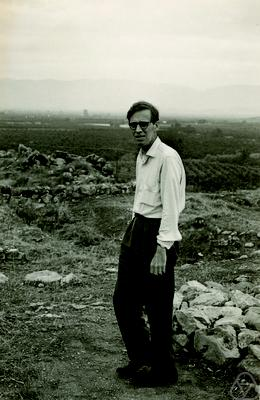
G.E.H Reuter (1966)

Gerd Edzard „Harry“ Reuter, oft als G. E. H. Reuter zitiert, genannt Harry Reuter, (* 21. November 1921 in Berlin; † 20. April 1992) war ein deutschstämmiger britischer Mathematiker, der sich mit Wahrscheinlichkeitstheorie beschäftigte.
Harry Reuter war der Sohn des späteren Berliner Bürgermeisters Ernst Reuter, der als Sozialdemokrat während der Zeit des Nationalsozialismus Deutschland verlassen musste. Harry Reuter kam 1935 nach England, wo er im Haus des Mathematikers John Charles Burkill in Cambridge aufgenommen wurde (die auch andere Flüchtlinge aufnahmen). Er studierte am Trinity College und promovierte bei Frank Smithies an der Universität Cambridge (Probability theory and stochastic processes), wo er 1941 an den Tripos-Prüfungen teilnahm, dann aber seinen Wehrdienst als wissenschaftlicher Offizier bei der britischen Admiralität leistete. 1945 sicherte er das Mathematische Forschungsinstitut Oberwolfach zusammen mit John Todd vor Beschlagnahme durch die Franzosen.  Danach setzte er sein Studium fort als Forschungsstudent bei John Edensor Littlewood und Mary Cartwright. Bevor er promovieren konnte, holte ihn Max Newman an die Universität Manchester, wo er 1952 mit Walter Ledermann über stochastische Prozesse arbeitete (Existenztheoreme für Markow-Ketten mit stabilem konservativen Erzeuger, Arbeiten über Geburts- und Sterbeprozesse). Er lehrte dann ab 1959 als Professor in Durham und später am Imperial College in London. Später lebte er in Cambridge.
Neben seiner Arbeit mit Ledermann über Markow-Prozesse ist er auch für seine Zusammenarbeit mit David George Kendall in den 1950er Jahren über kontinuierliche Markow-Prozesse bekannt.
Seit 1938 war er britischer Staatsbürger.